# Spodiopogon
Spodiopogon es un género de plantas herbáceas de la familia de las gramíneas o poáceas.  Es originario de Asia y Oriente Medio. 

## Etimología
El nombre del género deriva de las palabras griegas spodios (ceniza) y pogon (barba), tal vez refiriéndose al pelo de la inflorescencia. 

## Citología
Tiene los números cromosómicos somáticos de 2n = 40 y 42. Cromosoma relativamente pequeños.

## Especies
| - Spodiopogon albidus - Spodiopogon angustifolius - Spodiopogon arcuatus - Spodiopogon aureus - Spodiopogon bambusoides - Spodiopogon beccarii - Spodiopogon binatus - Spodiopogon blumii - Spodiopogon byronis - Spodiopogon chordatus - Spodiopogon ciliaris - Spodiopogon conjugatus - Spodiopogon cotulifer - Spodiopogon cuspidatus - Spodiopogon depauperatus - Spodiopogon depressus - Spodiopogon dubius - Spodiopogon duclouxii - Spodiopogon foliatus - Spodiopogon formosanus - Spodiopogon geniculatus - Spodiopogon gracilis - Spodiopogon hayatai - Spodiopogon hildebrandtii - Spodiopogon hogoensis - Spodiopogon inaequalivalvis - Spodiopogon involutus | - Spodiopogon ischaemoides - Spodiopogon jainii - Spodiopogon kawakamii - Spodiopogon lacei - Spodiopogon laniger - Spodiopogon latifolius - Spodiopogon lehmannii - Spodiopogon notopogon - Spodiopogon obliquivalvis - Spodiopogon petiolaris - Spodiopogon pilosus - Spodiopogon pogonanthus - Spodiopogon ramosus - Spodiopogon rhizophorus - Spodiopogon rivalis - Spodiopogon sagittifolius - Spodiopogon scrobiculatus - Spodiopogon semisagittatus - Spodiopogon sibiricus - Spodiopogon tainanensis - Spodiopogon takeoi - Spodiopogon tenuis - Spodiopogon tohoensis - Spodiopogon vaginatus - Spodiopogon velutinus - Spodiopogon villosus - Spodiopogon yuexiensis - Spodiopogon zeylanicus |